# Dikrella bimaculata
Dikrella bimaculata är en insektsart som beskrevs av Ruppel och Delong 1952. Dikrella bimaculata ingår i släktet Dikrella och familjen dvärgstritar. Inga underarter finns listade i Catalogue of Life.